# Criminal Squad : Pantera
Série
Criminal Squad
(2018)
Pour plus de détails, voir Fiche technique et Distribution.
Criminal Squad : Pantera ou À armes égales 2 : Opération Pantera au Québec (Den of Thieves 2: Pantera) est un film américain réalisé par Christian Gudegast et sorti en 2025.
Il s'agit de la suite de Criminal Squad, du même réalisateur, sorti en 2018. D'autres films sont en projet.

## Synopsis
Après les événements de Los Angeles, "Big" Nick O'Brien se retrouve en Europe, à la poursuite de Donnie Wilson, qui s'est intégré dans le milieu du négoce de diamants. Devenu un rouage essentiel d'une organisation criminelle, Donnie participe à la planification d'un braquage de grande envergure à la plus grande bourse de diamants du monde. Il réunit une équipe après un casse à Anvers.
Big Nick, déterminé à arrêter Donnie et à contrecarrer le vol, se lance dans une course-poursuite à travers l'Europe, en faisant équipe avec la brigade Pantera locale, tout en infiltrant les cercles criminels, et réussissant à entrer dans l'équipe de braqueurs de diamants. 
L'intrigue se complique avec l'implication de la mafia Pantera, ajoutant une dimension dangereuse et imprévisible à l'opération : les diamants volés par Donnie et son équipe à Anvers se révèlent être la propriété du patron de cette mafia.
Finalement, alors que Donnie et son équipe, ainsi que Nick qui les a rejoint, réussissent à sortir de la bourse et à échapper à la police, un ancien membre de l'équipe veut voler l'argent réuni à la bourse. S'ensuit une course-poursuite en voiture dans les rues de Nice et au dessus de la ville. Finalement, des hommes de la mafia Pantera interviennent et tuent les adversaires des braqueurs. Une fois qu'ils ont rendu les diamants à la mafia, Donnie, Nick et leurs coéquipiers partent, après avoir brûlés les voitures pour faire disparaître les preuves.
Réunis chez le patron de l'organisation criminelle à laquelle Donnie appartient pour le braquage de la bourse, l'équipe entière est surprise par l'intervention soudaine de la police qui les arrêtent. Après avoir menotté Nick, le chef de la brigade Pantera l'éloigne des autres membres. C'est alors qu'il le menotte. À ce moment alors que Donnie et les membres de l'équipe sont emmenés en voiture, ils comprennent que Big Nick les a roulé. Donnie, enfermé à une prison de Nice, reçoit une visite de Nick. Ce dernier lui dit qu'il pensait que la résolution de l'affaire serait plus gratifiante. Mais lorsque Donnie le traite de « pourriture », Nick lui avoue qu'il ne lui a pas mentit sur tout, mais que finalement, « un tigre ne peut pas changer de rayures. » Après avoir discuté, Nick dit à Donnie de surtout, « s'asseoir à gauche. ».
Peu à près, Donnie est transporté en fourgon pénitentiaire, accompagné par un convoi policier, hors de la prison. À ce moment, deux hélicoptères transportant des hommes armés barrent la route au convoi, et les hommes obligent les policiers à lever les mains et ne plus bouger. Un des hommes ouvre le fourgon et demande à Donnie de se placer à gauche et de se tenir prêt à sortir. Les hommes évacuent Donnie du fourgon et le transportent dans un hélicoptère barrant la route à l'arrière. Ils décollent et arrivent dans une petite maison en Sardaigne, où se trouve le patron de la mafia Pantera. Ce dernier discute avec Donnie, en compagnie d'un traducteur anglais/italien. Le patron dit qu'il souhaitait voir l'homme qui lui avait rendu le diamant qui lui appartenait, et souhaitait savoir comment Donnie avait fait pour entrer et ressortir sans se faire repérer. Il le compare à Harry Houdini, et lui annonce que désormais, Donnie travaillera pour lui. Donnie réponds alors : « C'est quoi, le prochain coup ? ».
Finalement, Nick est dans les routes sinueuses de montagnes près de Nice. Il reçoit un message de Jean-Jacques (alias de Donnie), lui disant : « Le tigre change de rayures. Et les panthères sont libres. »

## Fiche technique
Sauf indication contraire, les informations mentionnées dans cette section peuvent être confirmées par les bases de données cinématographiques IMDb et Allociné,  présentes dans la section « Liens externes ».
- Titre original : Den of Thieves 2: Pantera
- Titre français : Criminal Squad : Pantera[1]
- Titre québécois : À armes égales 2 : Opération Pantera[2]
- Réalisation et scénario : Christian Gudegast
- Musique : Kevin Matley
- Décors : Sébastien Inizan
- Costumes : Cristina Sopeña
- Photographie : Terry Stacey
- Montage : Roberth Nordh
- Production : 50 Cent, Gerard Butler, Mark Canton, Alan Siegel et Tucker Tooley
- Production déléguée : Glenn D. Feig, Grégoire Gensollen, Jonathan Kier, Christian Parent, Swen Temmel, Philip Waley et Meadow Williams
- Sociétés de production : Atmosphere Entertainment MM, Diamond Film Productions, eOne Entertainment, G-BASE, G-Unit Film & Television, Palma Pictures, Shaken Not Stirred, Sierra / Affinity et Tucker Tooley Entertainment
- Sociétés de distribution : Lionsgate Films (États-Unis), Metropolitan Filmexport (France), The Searchers  (Belgique)
- Budget : 40 millions de dollars[3]
- Pays de production :  États-Unis
- Langue originale : anglais
- Format : couleur
- Genre : action, casse, thriller, policier
- Durée : 144 minutes
- Dates de sortie[4] :
  - France : 8 janvier 2025[5]
  - États-Unis : 10 janvier 2025
- Classification[6] :
  - États-Unis : R
  - France : tous publics

## Distribution
- Gerard Butler : Nicholas « Big Nick » O'Brien
- O'Shea Jackson Jr. : Donnie Wilson
- Evin Ahmad : Jovanna
- Salvatore Esposito : Slavko
- Meadow Williams (en) (VF : Emma Santini) : Holly
- Swen Temmel (en) : Milan Lovren
- Michael Bisping : Connor
- Orli Shuka (en) : Dragan
- Cristian Solimeno : Florentin
- Nazmiye Oral : Chava
- Yasen Zates Atour : Hugo
- Giuseppe Schillaci (VF : Alessandro Gazzara) : Moussa
- Dino Kelly : Volko
- Rico Verhoeven : Vigo
- Velibor Topić : Mirinko
- Antonio Bustorff : Tamy
- Ciryl Gane : Pape

 Source et légende : version française (VF) sur RS Doublage

## Production
Après la sortie du premier film, en 2018, une suite est évoquée avec les retours du réalisateur-scénariste Christian Gudegast et des acteurs Gerard Butler et O'Shea Jackson Jr.. Le tournage devait initialement débuter en 2022,.
Le tournage se déroule finalement d'avril à juillet 2023 au Royaume-Uni et dans les îles Canaries,. La production utilise notamment Santa Cruz de Tenerife comme décor de scènes se déroulant en France.

## Sortie et accueil

### Dates de sortie
Le film devait initialement être distribué sur le sol américain par STX Entertainment, tout comme le premier opus. Briarcliff Entertainment acquiert les droits de distribution pour les États-Unis en mai 2023 alors que Sierra/Affinity se charge de l'international, pour une sortie alors prévue en 2024. Cependant, en mai 2024, Lionsgate Films annonce récupérer les droits dans le cadre de son acquisition d'Entertainment One, rachetée à Hasbro en décembre 2023. La sortie américaine est alors fixée au 10 janvier 2025.

### Critique
Sur le site d'agrégation de critiques Rotten Tomatoes, le film obtient 62% d'avis favorables, pour 98 critiques. Le consensus suivant résumé les avis collectés : « Pantera échange le sérieux du [film] original contre une légèreté plus clinquante qui n'atténue pas entièrement sa familiarité mais devrait satisfaire ceux qui aspirent au cinéma de papa absolu. » Sur le site Metacritic, qui utilise une moyenne pondérée, le film obtient la note de 60⁄100 pour 24 critiques.
Sur Allociné, qui recense 4 critiques presse, le film obtient une moyenne de 3⁄5.

### Box-office
| Pays ou région | Box-office      | Date d'arrêt du box-office | Nombre de semaines |
| -------------- | --------------- | -------------------------- | ------------------ |
| France         | 148 545 entrées | -                          |                    |
| États-Unis     | 36 015 016 $    | 20 février 2025            | 6                  |
| Total mondial  | 58 371 508 $    | -                          | -                  |

## Projet de suite
En janvier 2025, Gerard Butler confirme le projet d'un troisième film et déclare « Je n'attendrai plus » et révème sa responsabilité dans l'écart de sept ans entre les deux premiers films. Le réalisateur Christian Gudegast déclare quant à lui que cet enventuel troisième film dépendra du succès du second mais confirme qu'un pitch a été présenté au studio.
Plus tard dans le mois, le réalisateur confirme que le scénario du troisième volet est terminé et révèle également qu'au moins deux suites seraient prévues par la suite. Chaque film se déroulera dans différentes régions du monde, en commençant par l'Afrique pour le troisième volet, suivi des autres volets prévus au Brésil et en Asie du Sud-Est, chacun étant basé sur des braquages réels. Le studio prévoit de commencer la production du troisième volet avant 2026. Le troisième film est officiellement validé par Lionsgate le même mois. Gerard Butler reprend son rôle principal et sera à nouveau producteur, tandis qu'O'Shea Jackson Jr. est également en négociations pour jouer à ses côtés. Christian Gudegast est annoncé à l'écriture et à la réalisation du film, co-produit par Lionsgate, G-BASE Productions et Tucker Tooley Entertainment,.